# Spaarne
A Spaarne Haarlem folyója Hollandia Észak-Holland tartományában. Neve valószínűleg a régi holland nyelv spier szavából származik, ami nádat jelent.

## Vízügyi története
Hollandia vízrajzilag tulajdonképpen a Rajna és a Maas kiterjedt deltavidéke, amit a holland lakosság sok évszázados munkával a saját szükségletei szerint alaposan átalakított. A Spaarne ezen belül eredetileg  a Haarlemmermeer tava és az IJ vize közötti természetes vízfolyás volt. Már a 13. században gátat és zsilipet építettek az IJbe vezető torkolatánál, itt alakult ki Spaarndam falu. Ez volt a Rajna-torkolatvidék vízügyi társulatának legfontosabb talajvíz- és belvíz-levezető helye. 
A Haarlemmermeer 1852-ben történt kiszárítása után a Spaarne az így kialakított poldert körülvevő, az abból kiemelt vizeket folyamatosan elvezető körcsatornát kötötte össze az ugyancsak új Északi-tengeri csatornával (Noordzeekanaal) és azon keresztül az IJjel. A szabályozás miatt az átfolyó víztömeg csökkent, a folyó sekélyebb lett. 
A Noordzeekanaal 1876-ban elkészült teljes kiépítése után az IJ nagy részét is polderesítették, kivéve egy kis részét  Spaarndam közelében. Spaarndamtól a Spaarnéből érkező víz a C jelű mellékcsatornán jut el a Noordzeekanaalba.
A Spaarne megmaradt szakaszát is jelentősen átépítették, szélesítették, mélyítették, zsilipeit bővítették a 19. század végén a mellé települt ipar és Haarlem városa szállítási és közlekedési igényeinek megfelelően.

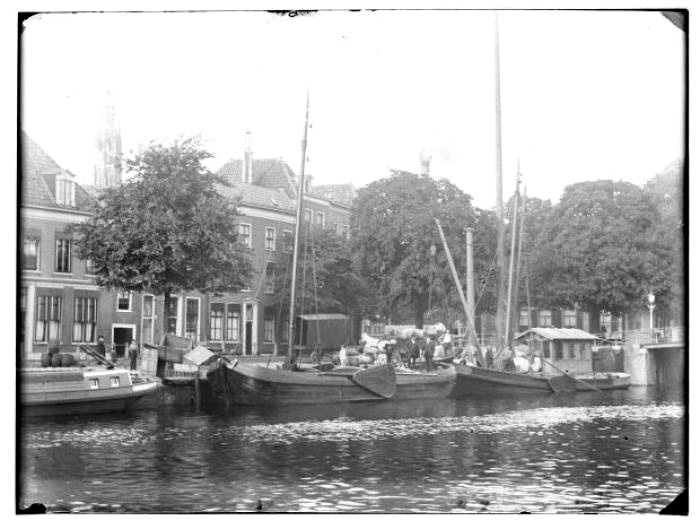
A folyó partja 1894-ben
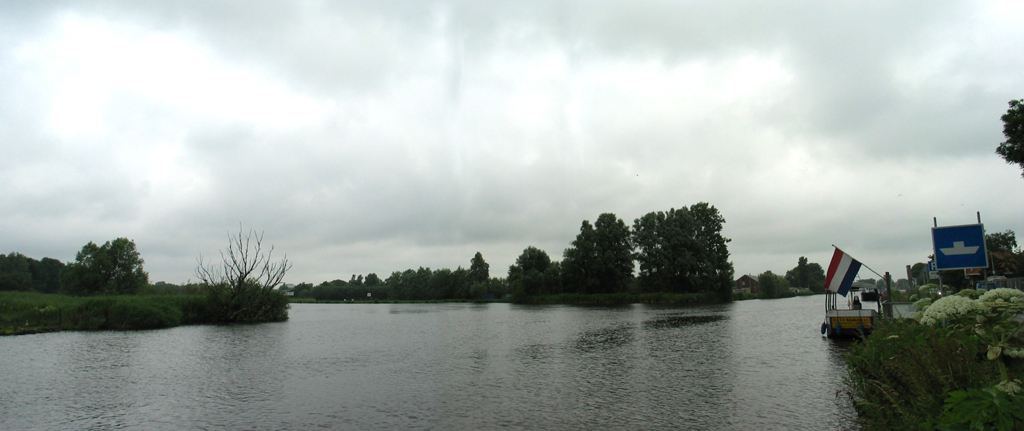
„Eredete” a haarlemmermeeri körcsatornánál
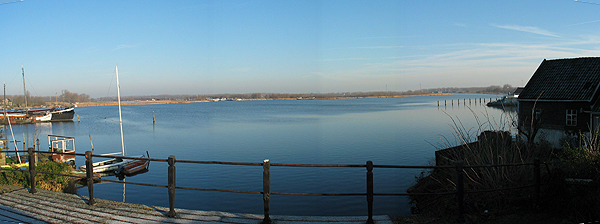
Torkolata Spaarndamnál
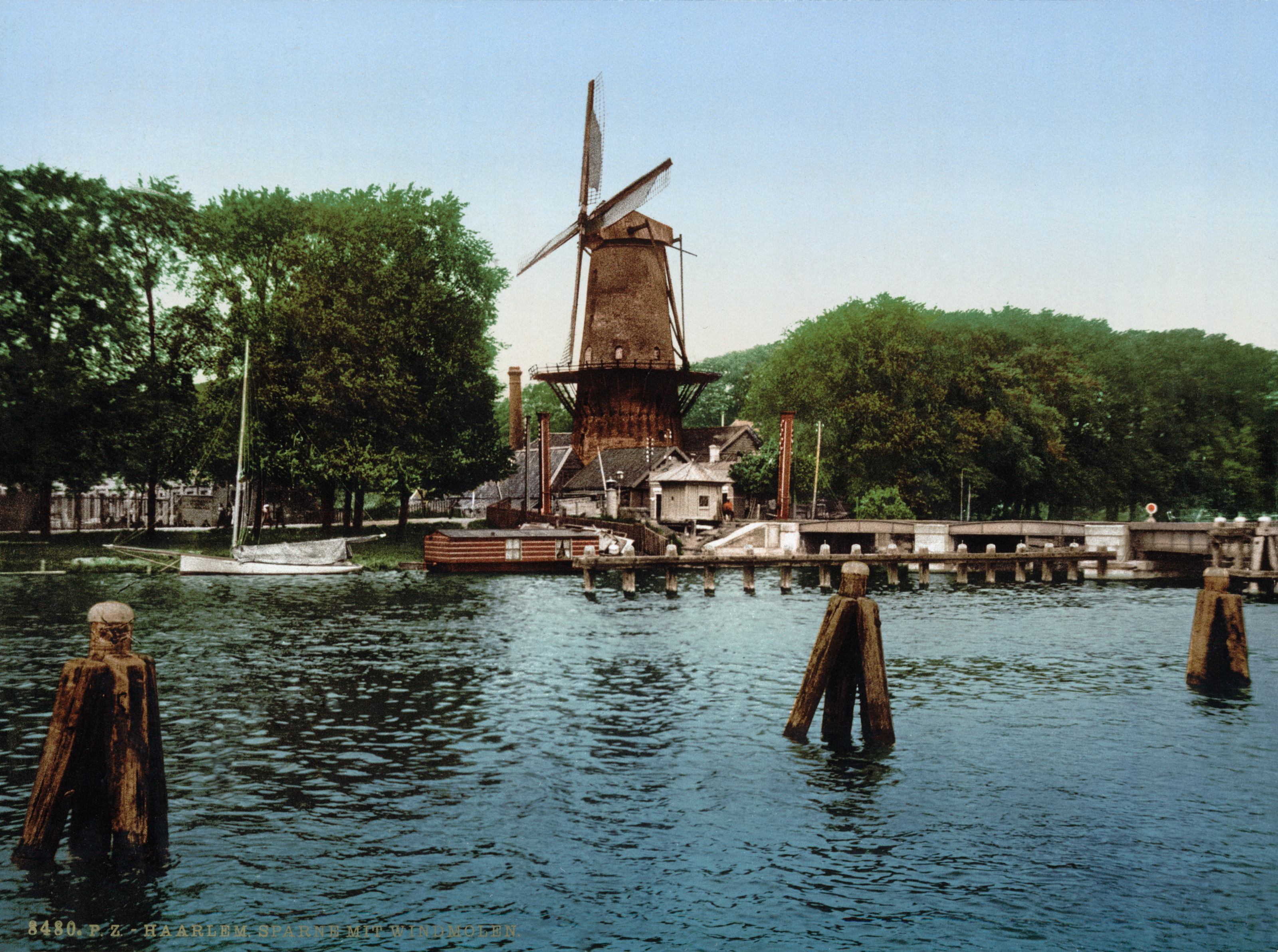
A Spaarne szélmalommal 1900 körüli színes fotón

## Fordítás
Ez a szócikk részben vagy egészben a Spaarne című holland Wikipédia-szócikk ezen változatának fordításán alapul.  Az eredeti cikk szerkesztőit annak laptörténete sorolja fel. Ez a jelzés csupán a megfogalmazás eredetét és a szerzői jogokat jelzi, nem szolgál a cikkben szereplő információk forrásmegjelöléseként.